# Birnara bicolor
Birnara bicolor är en fjärilsart som beskrevs av Walker 1855. Birnara bicolor ingår i släktet Birnara och familjen tofsspinnare. Inga underarter finns listade i Catalogue of Life.